# Índice de integridad biótica
El índice de integridad biótica (IIB o IBI por sus siglas en inglés), también llamado índice de integridad biológica, es una herramienta científica para identificar y clasificar los problemas de contaminación del agua. Un IIB asocia las influencias antropogénicas en un cuerpo de agua con la actividad biológica del mismo, y se formula usando datos desarrollados a partir de estudios biológicos.

## Generalidades
Para evaluar cuantitativamente los cambios en la composición de las comunidades biológicas, se han desarrollado IIB para reflejar con precisión la complejidad ecológica del análisis estadístico. No existe un IIB universal, y el desarrollo de indicadores que den una evaluación precisa de la población monitoreada requiere de rigurosas pruebas para confirmar su validez. A menudo los IIB son específicos de una región y requieren profesionales con experiencia para proporcionar datos suficientes para evaluar correctamente la calidad puntual. Dado que las comunidades varían de forma natural, la identificación de datos estadísticos con variabilidad aceptable es un área de investigación activa.
Esta es la herramienta más poderosa que existe para identificar los impactos sistémicos sobre la integridad de los sistemas biológicos. Los IIB son cada vez más utilizados en la identificación del deterioro para la recuperación de aguas afectadas.
A diferencia de los análisis químicos de muestras de agua, que proveen al instante concentraciones químicas, un IIB captura el impacto neto integrado en la estructura de una comunidad biológica. Si bien la ausencia total, la desaparición repentina y la adaptación de especies indicadoras pueden constituir una poderosa evidencia de un contaminante específico o un factor de estrés, los IIB generalmente no resuelven la causa específica del deterioro.
El concepto de IIB fue formulado por el Dr. James Karr en 1981., quien en 1987 presenta una definición de la integridad biótica como: " La capacidad de soportar y mantener una comunidad adaptada, integrada y balanceada, con una composición, diversidad y organización funcional comparable con el hábitat natural de la región".  A la fecha se han desarrollado IIB basados en peces, algas, macroinvertebrados, plantas vasculares, y combinaciones de los mismos.

## EnMéxico
En México se han desarrollado investigaciones acerca del uso de la comunidad de peces como indicadores de la integridad de los ecosistemas acuáticos y biomonitoreo principalmente para la Mesa Central y el Occidente de México por Lyons et al. en 1998 y Soto-Galera et al. en 1998 quienes examinan cambios de distribución y la reducción de las comunidades de peces en cuencas específicas.
Posteriormente a la investigación sobre el estado de las comunidades se inicia la utilización del IIB para ríos y lagos, especialmente de la cuenca del Lerma-Chapala. Lyons et al. en 1995 presentan una propuesta de utilización del IIB en ríos de la zona centro-oeste de México, específicamente de la zona de Jalisco en la Sierra de Manantlán y la parte alta del río Duero; y argumentaron que el IIB promete ser útil para identificar cuencas claves en los ríos y arroyos del occidente de México, para la protección de comunidades de peces nativos, de especies amenazadas y en peligro de extinción, así como para el monitoreo y evaluación de la biodiversidad y la integridad de los ecosistemas. Los valores obtenidos del índice y las evaluaciones de la integridad biótica mostraron una alta correlación positiva con evaluaciones independientes de la calidad del hábitat y la calidad del agua.
De igual manera, Lyons et al. en 2000 desarrollaron un índice preliminar de integridad biótica para evaluar la condición de 19 lagos de México central, sobre la base de datos históricos de comunidades de peces. Así como este estudio, la mayoría de estos estudios se han realizado en el Occidente y Centro del país.
En el año 2007 se realizó un estudio para el diseño de un Índice de integridad biótica para los lagos interdunarios de la región costera central del estado de Veracruz utilizando insectos por Peralta.

## Diseño de Índices de integridad biótica
La medición de la integridad biótica exige que los índices sean diseñados sobre bases conceptuales que permitan reconocer la variación natural de las comunidades empleadas como elementos de medición, así como las variaciones debidas a alteraciones antropogénicas.
La medición de la integridad biótica tiene las siguientes ventajas:
- Costo-eficiente. Se trata de una herramienta rápida que no requiere de la inversión en equipos costosos para el monitoreo.
- Válida científicamente. Es el resultado de profundos análisis aplicando el rigor científico, para garantizar que su aplicación permita contar con datos confiables.
- Provee datos múltiples en un muestreo. Para que se genere una herramienta práctica, como óptimo, un solo muestreo es suficiente para obtener información válida. Se recomienda que en sistemas lóticos el muestreo se haga en la época de sequía, cuando las condiciones hidrológicas permiten encontrar las comunidades acuáticas más estables que reflejen mejor las variaciones de origen antropogénico.
- Ofrece resultados rápidos para la toma de decisiones. Atiende a los manejadores de los recursos acuáticos, quienes requieren de métodos efectivos que permitan establecer una manifestación claramente indicativa de los impactos sobre los ecosistemas acuáticos.
- Produce reportes científicos de más fácil acceso al público. Los protocolos y sus resultados pueden diseñarse de forma que puedan aplicarse e interpretarse por personas sin estricta formación científica.
- Utiliza procedimientos ambientalmente benignos. La toma de datos no impacta a las comunidades bióticas ni a los procesos del ecosistema que se halla bajo monitoreo.
- Es multimétrica. Un evento de toma de datos debe proveer varias mediciones. Estas son las variables (métricas) que componen al índice.
- Es multivariada. El diseño del índice debe emplear el poder de la estadística multivariada. La certidumbre de un índice es una de sus mayores fortalezas, por lo que su simplicidad no debe poner en riesgo su confiabilidad, lo que se logra a través del rigor de los análisis durante su diseño.
- Tiene enfoque regional. Las debilidades de otros modelos pueden estar relacionadas con la distribución geográfica de las especies o con particularidades de los ecosistemas. Por ello un sistema de monitoreo con principios de integridad biótica se diseña teniendo en mente que su aplicación debiera restringirse a regiones en las que sea posible pronosticar una composición biológica similar.[8]